# سید محمد بلورچیان
سید محمد بلورچیان (زاده ۱۳۱۲ تبریز) متخصص ایرانی در رشته داروسازی و شیمی (شیمی سیلیکون) و دارای دکترای داروسازی از دانشگاه تبریز، دکترای اتا و دکتری تخصصی شیمی از فرانسه است. او عضو پیوسته فرهنگستان علوم است. محمد بلورچیان توسط فرهنگستان علوم به کسب نشان درجه یک دانش از رئیس‌جمهوری نائل آمده‌است. از برگزیدگان دوره نخست چهره‌های ماندگار (سال ۱۳۸۰) در رشته شیمی، داروسازی و پزشکی است. وی بیش از ۱۷۰ مقاله پژوهشی را در مجلات بین‌المللی(ISI) به ثبت رسانده‌است و بنیان‌گذار پژوهشگاه شیمی و مهندسی شیمی ایران می‌باشد.

## زندگی
سید محمد بلورچیان در سال ۱۳۱۲ در تبریز زاده شد. پس از گذراندن تحصیلات ابتدایی و متوسطه، رتبه اول دکترای داروسازی دانشگاه تبریز شد. او دارای دکترای اتا و تخصص شیمی از دانشگاه بوردو فرانسه و پایه‌گذار تحقیقات شیمی ارگانو سیلیکون در ایران است. بلورچیان در سال ۱۳۴۲ به مرتبه استادیاری، در سال ۱۳۵۰ به مرتبه دانشیاری و در سال ۱۳۶۰ به مرتبه استادی نائل آمده‌است. برخی از مسئولیت‌های اجرایی وی عبارتند از: رئیس پژوهشگاه شیمی و مهندسی شیمی ایران، عضویت در هیئت علمی دانشگاه تبریز و رئیس دانشکده علوم دانشگاه تبریز (۴ سال)، عضو پیوسته فرهنگستان علوم و ریاست گروه علوم پایه و ریاست شاخه شیمی فرهنگستان علوم. بلورچیان برگزیده رشته شیمی، داروسازی و پزشکی در اولین همایش چهره‌های ماندگار در سال ۱۳۸۰ و برگزیده ویژه پژوهش‌های بنیادی در زمینه فناوری‌های شیمایی در سی‌امین جشنواره بین‌المللی خوارزمی در سال ۱۳۹۵ است.

## آثار
از جمله آثار وی ترجمه سه جلد کتاب‌های شیمی آلی (در سه مبحث عمومی، عوامل ساده و عوامل پیچیده) است. بلورچیان بیش از ۱۷۰ مقاله پژوهشی را در مجلات بین‌المللی(ISI) به ثبت رسانده‌است. از دیگر کارهای او ثبت نتایج تحقیقات در ۲۰ مجموعه از کتاب‌های مرجع و ساخت بیش از ۱۵۰ ترکیب جدید ارگانوسیلیکون با عوامل مختلف است.

## بزرگداشت
در سال ۱۳۹۴ برای تقدیر از فعالیت‌های علمی بلورچیان، کتابخانه پژوهشگاه شیمی و مهندسی شیمی ایران، به نام او نام‌گزاری و فعالیت کتابخانه آغاز شد. همچنین در سومین کنگره شیمی و مهندسی شیمی ایران، از او به عنوان اولین شیمیدان برجسته کشور تجلیل شد و در سال ۱۴۰۱، سردیس وی به عنوان یکی از مشاهیر و چهره‌های ماندگار معاصر ایران در کتابخانه ملی نصب گردید. کتاب «پایمرد پژوهش» نیز که شامل شرح زندگی و فعالیت‌های علمی بلورچیان است؛ در ۲۴۰ صفحه و توسط حامد زارع و فاطمه ابوحمزه تنظیم و ویرایش شده‌است. این کتاب به سفارش فرهنگستان علوم و در سال ۱۴۰۰ منتشر شد.